# Zofian
Zofian – wieś w Polsce położona w województwie lubelskim, w powiecie lubartowskim, w gminie Kamionka.
W latach 1975–1998 miejscowość administracyjnie należała do ówczesnego województwa lubelskiego.
Wieś stanowi sołectwo gminy Kamionka. Według Narodowego Spisu Powszechnego (III 2011 r.) wieś liczyła 120 mieszkańców.

## Historia
Według Słownika geograficznego Królestwa Polskiego z roku 1895 Zofian, wieś w powiecie lubartowskim, gminie Samoklęski, parafii Garbów, około roku 1895 posiadała 21 osad i 325 mórg gruntu. Wieś wchodzi w tym czasie w skład dóbr Samoklęski.